# Gunnar Knudsen
 For alternative betydninger, se Gunnar Knudsen (flertydig). (Se også artikler, som begynder med Gunnar Knudsen)
Gunnar Knudsen (født Aanon Gunerius Knudsen) (født 19. september 1848 i Arendal, død 1. december 1928 i Skien) var en norsk politiker, skibsreder, ingeniør og industribygger. Han huskes mest som Norges statsminister i to perioder, herunder under hele 1. verdenskrig.

## Politisk karriere
I 1891 blev han valgt ind i Stortinget for partiet Venstre, som han senere blev både parlamentarisk leder for i 1908 og fra 1909 til 1927 var partileder for. Han var finansminister i Christian Michelsens regering, men forlod denne post i oktober 1905 på grund af uenigheder omkring kongevalget. Han var statsminister i perioderne 1908-1910 og 1913-1920. Han var central i debatten om Konsesjonslovene, og ved oprettelsen af Norges vassdrags- og elektrisitetsvesen.
Knudsen ønskede ikke at modtage ordener. Under sin første periode som statsminister var han alligevel kansler for Sankt Olavs Orden, da dette embede på denne tid automatisk blev besat af statsministeren. Knudsen var indehaver af 7. juni-medaljen.